# Санта Марија ди Кастелабате
Санта Марија ди Кастелабате (итал. Santa Maria di Castellabate) је насеље у Италији у округу Салерно, региону Кампанија.
Према процени из 2011. у насељу је живело 3925 становника. Насеље се налази на надморској висини од 23 м.